# Googooplex
Googooplex fue un álbum lanzado en febrero de 1982 por el grupo de punk islandés Purrkur Pillnikk liderado por el cantante y trompetista Einar Örn Benediktsson. Salido al mercado a través de la discográfica Gramm, Googooplex estaba integrado por 4 discos de 12” con un total de 13 canciones.

## Lista de canciones
1. Fullkomnun (3:09)
2. Ást # 2 (1:59)
3. Vinir mínir (5:59)
4. Kassinn Minn (2:36)
5. Svart/Hvítt (1:24)
6. Uppgjör (2:57)
7. Mig Langar (4:22)
8. Kúgun (2:10)
9. Ósigur (3:30)
10. Itesrof (2:57)
11. Augun Úti (3:51)
12. Likami (3:13)
13. Hambürger Plaza (1:49)

## Músicos
- Vocalista y trompeta: Einar Örn Benediktsson.
- Bajo: Bragi Ólafsson.
- Guitarra: Friðrk Erlingsson.
- Batería: Ásgeir Ragnar Bragason.